# Frank Knight
Frank Knight (n. 1885 – d. 1972) a fost, împreună cu Milton Friedman și George Stigler, unul dintre fondatorii Școlii economice de la Chicago.
Cea mai importantă lucrare a sa este Risc, incertitudine și profit, în care Knight a urmărit clarificarea teoriei organizării în economie. El a descris un sistem cu concurență perfectă și a încercat să arate că acesta nu ar elimina profiturile din cauza incertitudinii, pe care o diferenția de risc.
A avut mari influențe asupra economiei aplicate cu cartea Organizarea economică, care aborda economia ca organizare socială. O altă contribuție a lui Knight a fost scrierea articolului Câteva greșeli în interpretarea costului social, cât și abordarea sa asupra teoriei capitalului, în care a criticat punctul de vedere conform căruia capitalul este măsurabil ca perioadă de producție.